# Кондратово (Ленінградська область)
Кондратово (рос. Кондратово) — присілок Бокситогорського району Ленінградської області Росії. Входить до складу Бокситогорського міського поселення.
Населення — 2 особи (2003 рік). 